# Андре Веркрейссе
Андре Веркрейссе (19 століття — 20 століття) — бельгійський велогонщик.
Бронзовий призер Олімпійських Ігор 1920 року в роздільній командній гонці.